# Anneliese Bläsing
Anneliese Bläsing (* 2. Juni 1923 in Malsfeld; † 31. Januar 1996) war eine deutsche Politikerin der NPD.
Bläsing machte nach der Volksschule von 1937 bis 1939 eine kaufmännische Lehre und arbeitete danach als kaufmännische Angestellte und ab 1940 als Sekretärin in der Großindustrie. Von 1953 bis 1957 war sie Sekretärin im Deutschen Bundestag.
Sie beantragte am 10. Juni 1941 die Aufnahme in die NSDAP und wurde zum 1. September desselben Jahres aufgenommen (Mitgliedsnummer 8.561.454). Sie wurde später Gründungsmitglied der NPD und Landesfrauenreferentin der Partei. Vom 1. Dezember 1966 bis zum 30. November 1970 war sie eine Wahlperiode lang Mitglied des Hessischen Landtags.